# TAK
TAK（ティーエーケー、Tom's lossless Audio Kompressor）はフリーウェアの可逆圧縮音声ファイルフォーマット及びコンプレッサーである。

## 概要
FLACのコードをベースに開発されたロスレス・オーディオコンプレッサーである。正式リリース以前はYalacと呼ばれていた。可逆圧縮の音声ファイルフォーマットであるため、元の音声データからの音質の劣化が無い。他の可逆音声圧縮形式と比較しても性能は優秀で、圧縮率が高いとされるMonkey's Audio並（もしくは以上）、デコード速度とエンコード速度及び再生負荷（軽さ）が優秀とされるFLAC並（もしくは以上）。、内部cueシート対応等と総合的に高い性能を誇る。
無償で利用できるがオープンソースではない。そのため、再生はFoobar2000やWinampなど、エンコードはtakc.exeを外部エンコーダーとして利用できる物およびtak.exe本体のみと非常に限られていたが、現在は公認DirectShowフィルターによりWindows Media Playerなどでも利用できる。また、開発者向けにデコード用のSDKが公開され、公式以外のアプリケーションからも簡単に利用できるようになった。FFmpegに独自のオープンソースによるデコーダが実装されているため、デコードに限ればWindows以外のプラットフォームでも利用可能である。
TAK Ver 1.x系列はVer 1.1.2 Final（2009年7月27日）をもって開発が終了。現在、TAK Ver 2.x系列の開発に移行しており、最新版Ver 2.3.2 Final（2022年5月6日）及び最新評価版Ver 2.3.3 beta3（2022年6月2日）がリリースされている。

## 特徴
- 最大24ビット、192 kHz、16ch（コーデックとしては6chに制限）までサポート。
- Monkey's Audio並（もしくは以上）に高い圧縮率。[1][2][3]
- FLAC並（もしくは以上）に高速なエンコード・デコード速度。
  - インテル製CPUであれば、複数のCPUコアによる並列処理で単一のファイルをエンコード・デコードすることが可能。
- シークテーブル無しでの高速かつ正確なシーク。
- エラー耐性の高いデータ構造とCRCによるエラー検出を備える。
- MD5チェック機能によりファイルの信頼性を証明。
- APEtag対応、Takファイル内にメタデータを格納する事が可能。
  - internal cuesheet（内部cueシート）対応により、複数音楽データ（アルバム等）を1ファイル内にまとめて扱える。
  - 画像データを格納する事により、ジャケット等を表示する事が可能。(格納はMp3tag等を利用、表示はFoobar2000等)
  - 歌詞データを格納する事により、カラオケのように表示をする事が可能。
  - Logを格納する事により、エンコード時の環境等を確認する事が可能。
  - ID3タグとデータの高い互換性を有する。
- ストリーミングへの利用可能なデータ形式。
- クローズドソース故に対応ソフトが限られていた。現在は他のアプリケーションから簡単に利用できるデコード用のSDKが公開されている。また、FFmpegにオープンソースのデコーダが実装されている
- エンコードに関してはtak.exe本体の他、Exact Audio CopyやFoobar2000等、takc.exeを外部エンコーダーとして利用できるソフトウェアであれば、エンコードする事が可能である。
- 公認DirectShowフィルターにより、DirectShowを利用可能なソフトで使用する事ができる。(最新版：dsfTAKSource v0.0.1.6(TAK2.2.0互換))
- Hydrogenaudioでのアンケートによれば、可逆音声ファイル内での普及率は2018年現在、FLACに次ぐ2位となっている。[5]

## 公認サポートソフトウェア
- caudec - トランスコーダー
- dsfTAKSource - DirectShowフィルター
- Exact Audio Copy - リッパー・ライター
- Foobar2000 - オーディオプレーヤー
- GermaniX Transcoder - トランスコーダー
- ImgBurn - リッパー・ライター
- Mp3tag - タグエディター
- Quintessential Player - オーディオプレーヤー
- shntool -
- Winamp - メディアプレーヤー
- XMPlay  - メディアプレーヤー
- xrecode II - トランスコーダー

## 脚註
1. 1 2  Lossless audio codec comparison - Revision 5, part 1: multichannel (March 30, 2022)
2. 1 2  Lossless audio codec comparison - Revision 5, part 2: hi-res (Apr 10, 2022)
3. 1 2  Lossless audio codec comparison - Revision 5, part 3: CDDA (May 26, 2022)
4. ↑  TAK 2.3.3 Beta thread - Hydrogenaudio Forums
5. ↑  2018 Format poll LOSSLESS - Hydrogenaudio Forums